# Georg Semper
Johann Georg Semper (Hamburg-Altona, 3 augustus 1837 – Hamburg-Ottensen, 21 februari 1909) was een Duitse zakenman en entomoloog die vooral geïnteresseerd was in vlinders.

## Leven zakenman
Georg Semper was een zoon van de fabrikant Johann Karl Semper (14 maart 1796 in Hamburg - 5 februari 1881 in Hamburg-Altona) en zijn tweede vrouw Elisabeth, geboren Heyne (1 februari 1811 in Hamburg-Altona - 28 april 1877 in Hamburg-Altona). Zijn stiefbroers uit het eerste huwelijk van zijn vader waren Carl Semper en de fabrikant, conchylioloog en paleontoloog Otto Semper (1830-1907).
Sempers vader was sinds 1 mei 1822 eigenaar van de Paap-Sempersche Wollgarnfabriek. Dit bedrijf bestond sinds 1651 uit een door Ewert Boehmer en Dierck Willemsen Paap opgerichte kousenfabriek en de door Johann Wilmsen Paap opgerichte fabriek voor wollen garens. Georg Semper werkte aanvankelijk in het bedrijf van zijn vader en nam na het overlijden van zijn vader in 1881 samen met zijn broer Otto de leiding van het bedrijf over. In 1890 breidden ze de fabriek uit en verhuisden ze naar een nieuwe locatie in Hamburg-Bahrenfeld. Otto Semper verliet het bedrijf op dat moment en werd vervangen door Georg Sempers jongere broer, dr. Carl August Semper. Daarnaast waren er de nieuwe partners Lübbe en Andresen. Na het overlijden van Lübbe fuseerde de firma van Sempers met het bedrijf Norddeutsche Wollkämmerei & Kammgarnspinnerei, Bremen. De Sempers gaven daarna leiding aan de fabriek als de "Bahrenfeld-tak".
Georg Semper was sinds 16 oktober 1869 getrouwd met Maria Elisabeth Gaensly (19 juli 1850 in Eppendorf - 14 april 1928 in Niendorf (Ihlow)). Het echtpaar kreeg twee dochters en twee zonen.

## Leven entomoloog
Semper hield zich bezig met het bestuderen van de vlinders. Aanvankelijk deed hij onderzoek naar de vlinders rond Hamburg en vond op de Kösterberg in Hamburg-Blankenese een zeldzame nachtvlinder namelijk een witvlekworteluil (Euxoa lidia). Deze nachtvlinder werd daar vanaf 1857 regelmatig gevonden.
Van 1866 tot 1874 probeerde Semper, vermoedelijk uit zakelijke overwegingen, de zijdemot Bombyx mori uit China te kweken, waarbij Semper koos voor dieren die bestand waren tegen de kou. Het doel was om een stam te kweken die in het Noord-Duitse klimaat kon overleven. In 1873 bereikte 65% van de buitenshuis levende dieren het popstadium. De kwaliteit van de zijde die ze produceerden was echter inferieur aan die van dezelfde dieren die binnenshuis werden gehouden.
Samen met Museum Godeffroy en zijn curator Johannes Dietrich Eduard Schmeltz deed Semper onderzoek naar exotische vlinders. Hij hield zich bezig met een vlindercollectie die zijn broer Carl op de Filipijnen had aangelegd. Hij publiceerde daarover twee uitgebreide delen inclusief kleurenplaten. De collecties werden overgenomen door het Museum für Naturkunde in Berlijn en door Semper zelf, die ze van zijn broer kreeg. De collecties uit met name de Filipijnen gingen later naar het Naturmuseum Senckenberg. De verzamelaar Julius Weiß uit Deidesheim nam de vlinders uit Australazië over. In 1920 ging deze collectie naar de insectenhandelaar Staudinger & Bang-Haas in Dresden, die hem verkocht.
Nadat hij aan de vlinders uit de Filipijnen had gewerkt, richtte Semper zijn aandacht weer op de inheemse soorten. De insectencollecties hiervan werden later overgenomen door het Altonaer Museum in Hamburg. Deze collecties omvatte ook een goed onderhouden collectie van tweevleugeligen (Diptera) en verschillende andere groepen insecten.

## Enkele publicaties
- 1876. Beitrag zur Rhopalocerenfauna von Australien. Journal des Museum Godeffroy. 5, Nr. 12, 138–194.
- 1879. Beitrag zur Rhopalocerenfauna von Australien. Entomologische Zeitung Stettin 40: 375-382
- 1886-1902. In: Carl Semper: Reisen im Archipel der Philippinen. Band 5. C.W. Kreidel, Wiesbaden.
- 1896. In: Carl Semper: Reisen im Archipel der Philippinen; Beschrijvingen nachtvlinders. Band 6. C.W. Kreidel, Wiesbaden.
- 1896. In: Carl Semper: Reisen im Archipel der Philippinen; Tekeningen nachtvlinders. Band 6. C.W. Kreidel, Wiesbaden.

- Bibliothèque nationale de France: cb13320493f (data)
- Gemeinsame Normdatei: 117656577
- International Standard Name Identifier: 0000 0001 0834 1027
- Nederlandse Thesaurus van Auteursnamen: 166113344
- Système universitaire de documentation: 034973214
- Virtual International Authority File: 160826126
- WorldCat: E39PBJyCD4VQWG3Cy9Q4xKbw4q